# 桑亨霍
桑亨霍（西班牙語：Sangenjo，加利西亞語發音：[saŋˈʃɛnʃʊ]）是西班牙加利西亚自治区蓬特韦德拉省的一个市镇。 总面积45平方公里，总人口16.098人（2001年），人口密度358人/平方公里。